# 미디어 포커스
미디어 포커스는 2003년 6월 28일부터 2008년 11월 15일까지 방송된 비평 프로그램이다.

## 기획 의도
미디어 업계의 잘못된 취재와 관행을 고발하는 비평 프로그램이다.

## 방송 시간
| 방송 채널 | 방송 기간                          | 방송 시간                           |
| --------- | ---------------------------------- | ----------------------------------- |
| KBS 1TV   | 2003년 6월 28일 ~ 2004년 10월 30일 | 매주 토요일 밤 9시 30분 ~ 10시 10분 |
| KBS 1TV   | 2004년 11월 6일 ~ 2005년 4월 23일  | 매주 토요일 밤 10시 20분 ~ 11시     |
| KBS 1TV   | 2005년 5월 7일 ~ 2006년 11월 18일  | 매주 토요일 밤 10시 20분 ~ 11시     |
| KBS 1TV   | 2005년 4월 30일                    | 토요일 밤 11시 15분 ~ 11시 55분     |
| KBS 1TV   | 2006년 11월 25일 ~ 2007년 4월 11일 | 토요일 밤 10시 20분 ~ 10시 50분     |
| KBS 1TV   | 2007년 4월 28일 ~ 2008년 3월 29일  | 매주 토요일 밤 10시 30분 ~ 11시     |
| KBS 1TV   | 2008년 4월 5일 ~ 2008년 11월 15일  | 매주 토요일 밤 9시 40분 ~ 10시 10분 |

## 진행자
| 역대 | 진행자       | 진행 기간                         |
| ---- | ------------ | --------------------------------- |
| 1대  | 김신명숙     | 2003년 6월 28일 ~ 2005년 4월 30일 |
| 2대  | 이재강       | 2005년 5월 7일 ~ 2006년 6월 24일  |
| 3대  | 박상범(20기) | 2006년 7월 1일 ~ 2007년 10월 13일 |
| 4대  | 김현석(21기) | 2007년 10월 20일 ~ 2008년 8월 2일 |
| 5대  | 조현진(24기) | 2008년 8월 9일 ~ 2008년 11월 15일 |

## 타이틀 변천사
| 기수 | 타이틀            | 방송 기간                          |
| ---- | ----------------- | ---------------------------------- |
| 1기  | 미디어 포커스     | 2003년 6월 28일 ~ 2008년 11월 15일 |
| 2기  | 미디어 비평       | 2008년 11월 21일 ~ 2013년 4월 5일  |
| 3기  | 미디어 인사이드   | 2013년 4월 14일 ~ 2016년 4월 17일  |
| 4기  | 저널리즘 토크쇼 J | 2018년 6월 17일 ~ 2020년 12월 13일 |
| 5기  | 질문하는 기자들 Q | 2021년 4월 18일 ~ 2022년 3월 6일   |
| 6기  | 시사멘터리 추적   | 2022년 5월 1일 ~ 2022년 12월 25일  |
| 7기  | 9층 시사국        | 2023년 2월 1일 ~ 2023년 12월 30일  |
| 8기  | 더 보다           | 2024년 2월 18일 ~ 현재             |

## 같이 보기
- 취재파일 K